# Borszowice (Imielno)
Pour l’article homonyme, voir Borszowice (Sędziszów).
Borszowice est une localité polonaise de la gmina d'Imielno, située dans le powiat de Jędrzejów en voïvodie de Sainte-Croix.